# Nathan Bedford Forrest
Nathan Bedford Forrest (ur. 13 lipca 1821, zm. 29 października 1877) – generał Konfederacji, przypuszczalnie najsłynniejszy kawalerzysta i partyzant wojny secesyjnej. Forrest jest uważany przez wielu historyków za najbardziej innowacyjnego generała tej wojny. Jego pełna sukcesów taktyka wojny podjazdowej jest do dzisiaj studiowana na uczelniach wojskowych.
Po wojnie reputacja generała Forresta ucierpiała na skutek oskarżeń o brutalność w czasie bitwy o Fort Pillow, oraz członkostwo w Ku-Klux Klanie.
W trakcie wojny jako jedyny generał zabił 31 przeciwników w bezpośredniej walce. Był także rekordzistą, jeśli chodzi o liczbę koni, które padły pod nim w czasie wojny.

## W kulturze
Od nazwiska Forresta otrzymał swoje imię Forrest Gump, bohater powieści Winstona Grooma i nakręconego na jej podstawie filmu. Uważał on generała za założyciela klubu, gdzie wszyscy przebierali się w peleryny i prześcieradła i zachowywali się jak zgraja duchów, a prześcieradłami przykrywali nawet swoje konie. Matka mówiła, że imię „Forrest” ma mu przypominać, że ludzie robią czasem rzeczy, które nie mają sensu.